# أحادي نوكليوتيد الفلافين
أحادي نوكليوتيد الفلافين أو فلافين وحيد النوكليوتيد (بالإنجليزية: flavin mononucleotide)‏ ويُدعى اختصارًا FMN، هي مادة حيوية تنتج من فيتامين ب2 (ريبوفلافين). وهي تعمل  كمرافق إنزيمي في عمليات أكسدة مختلفة في معظم الكائنات الحية، مثل نازعة أن-أي-دي-إتش في سلسلة التنفس التي تتم في متقدرات الخلايا. خلال دورة تفاعلات محفزة يتحول أحادي نوكليوتيد الفلافين  FMN المتأكسد إلى FMNH· (سيميكينون) ، كما يُختزل مرة ثانية ليصبح (FMNH2).
الفلافين أحادي النوكليوتيد هي مادة مؤكسدة وهي أشد في ذلك من NAD ، وهي تشترك تفاعلات تنتقل خلالها 2 من الإلكترونات ، وأحيانا ينتقل خلالها إلكترون واحد.

## استخدامه كمادة ملونة
أحادي نوكليوتيد الفلافين يسمى أيضا بالإنجليزية Riboflavin-5'-phosphat  ؛ لونه أصفر ويستخدم كثيرا في الصناعات الغذائية . ولذلك يحضر اصطناعيا  من الريبوفلافين. يستخدم في تصنيع الأطعمة مثل الأيسكريم والحلويات و الجبن والمايونيز والمعجنات . لم توجد له أعراض جانبية على صحة الإنسان . أدرجه الإتحاد الأوروبي في القائمة كمادة غذائية مكملة ، وعرّفته بالمادة الغذائية E 101a      ( وكان من قبل يسمى E 107 ) .

## اقرأ أيضًا
- أيض
- كيمياء حيوية
- دنا متقدرة
- ثلاثي فوسفات الأدينوسين
- سلسلة تنفس